# Christa Miller
Christa Miller (Nueva York; 28 de mayo de 1964) es una actriz estadounidense.

## Biografía
Miller nació en Nueva York; su madre es la modelo Bonnie Trompeter.
Miller trabajó como modelo cuando era niña, y apareció en un comercial de Wonder Bread cuando tenía seis meses de edad, posó para Francesco Scavullo en un comercial de jabón Ivory y fue fotografiada para una cubierta de Redbook.
Dejó de trabajar como modelo infantil después de una operación quirúrgica por un tumor óseo benigno.
Después de estudiar en el Convent of the Sacred Heart (en Nueva York) volvió brevemente a trabajar de modelo, pero pronto tomó clases de actuación, y lo abandonó cuando se mudó a Los Ángeles (California) en 1990.
Estuvo en la primera edición de la revista Maxim.

## Carrera
El primer papel de Miller en televisión fue en Kate & Allie, que protagonizaba Susan Saint James, su tía en la vida real.
Apareció en episodios de Northern Exposure, The Fresh Prince of Bel-Air y Party of Five.
Ella hizo un papel importante en el The Drew Carey Show entre 1995 y 2002 como Kate O’Brien, e hizo la voz de Cleopatra en la serie animada Clone High.
Miller apareció dos veces en Seinfeld, con dos papeles diferentes.
En "The Sniffing Accountant", era la jefa del empleador de George Costanza, y en "The Doodle" era una mujer con la que George sale sin éxito.
En 2001, el esposo de Miller, el guionista y productor Bill Lawrence, concibió una nueva comedia dramática, Scrubs.
Miller recibió el personaje de Jordan Sullivan, la amarga exesposa del Dr. Cox (John C. McGinley).
Originalmente, el personaje iba a aparecer en un solo episodio, pero en la segunda temporada el papel se volvió recurrente.
Cuando falleció su joven primo Teddy Ebersol (hijo de Susan Saint James y Dick Ebersol) en un accidente de aviación en 2004, Scrubs dedicó el episodio "My Lucky Charm" (de la temporada 4) a él.
Miller tuvo un papel protagonista en la miniserie de televisión The Andromeda Strain, en 2008.
A partir del 23 de septiembre de 2009 coprotagoniza la serie Cougar Town junto a Courteney Cox, Busy Philipps, Brian Van Holt, Dan Byrd, Ian Gomez y Josh Hopkins. En la serie ella hace el papel de Ellie Torres, personaje muy sarcástico, pero excelente confidente y bastante chismoso.

## Vida personal
Miller tiene tres hijos con Bill Lawrence:
- Charlotte Sarah (8 de junio de 2000)
- William Stoddard (3 de enero de 2003)
- Henry Vanduzer (8 de octubre de 2006).

Sus dos últimos embarazos fueron incluidos en la serie Scrubs.